# Liste des évêques d'Awka

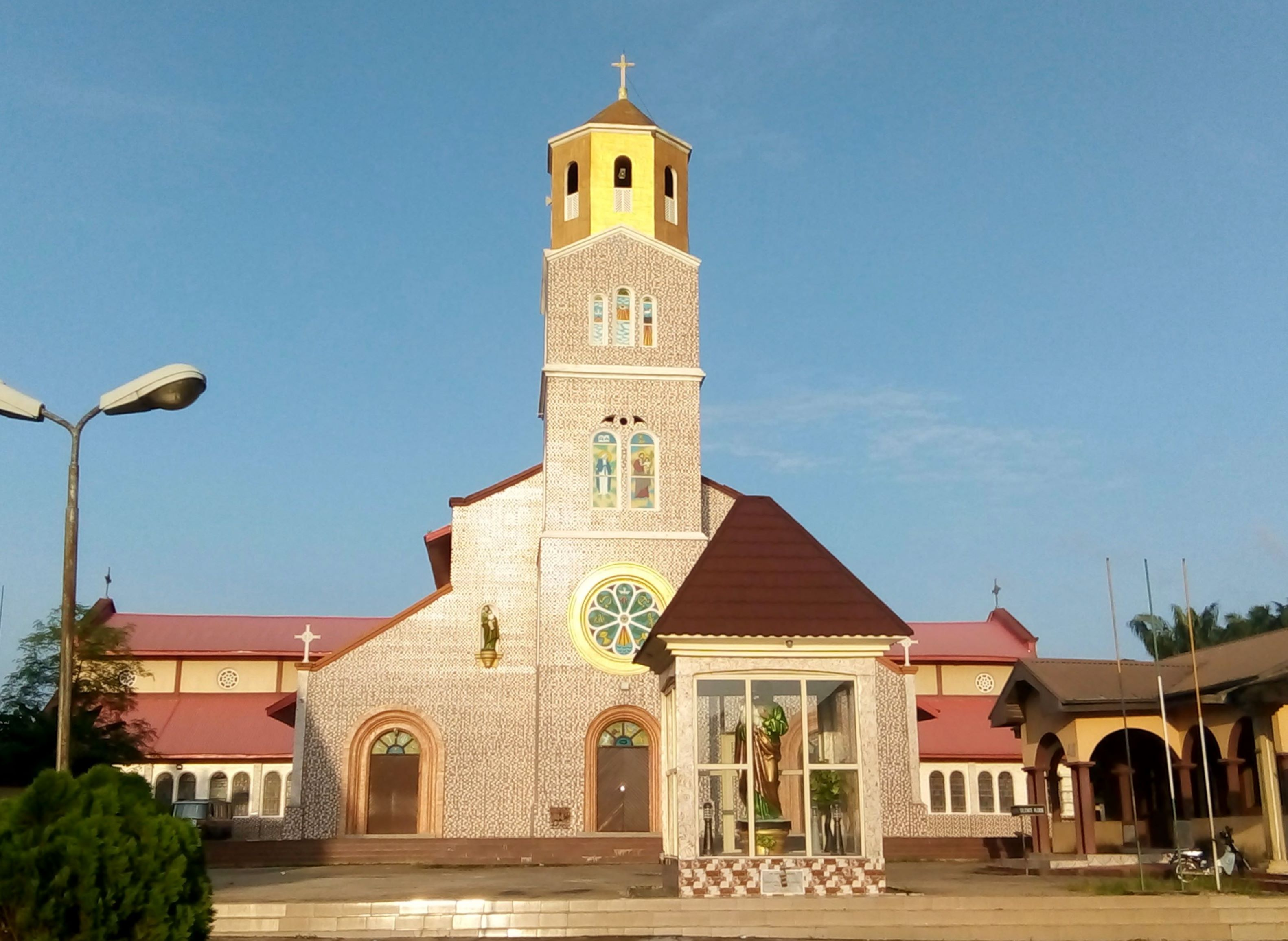
Église catholique Saint-Joseph, Awka-Etiti

Liste des évêques d'Awka
(Dioecesis Avkaensis)
L'évêché nigérian d'Awka est créé le 10 novembre 1977, par détachement de l'archevêché d'Onitsha.

## Sont évêques
- 10 novembre 1977-9 septembre 1994 : Albert Obiefuna (Albert Kanene Obiefuna)
- 9 septembre 1994-17 avril 2010 : Simon Okafor (Simon Akwali Okafor)
- 17 avril 2010-8 juillet 2011 : siège vacant
- depuis le 8 juillet 2011 : Paulinus Ezeokafor (Paulinus Chukwuemeka Ezeokafor)

## Sources
- L'ANNUAIRE PONTIFICAL, sur le site http://www.catholic-hierarchy.org, à la page